# Барчонца
Барчонца (пол. Barcząca) — село в Польщі, у гміні Мінськ-Мазовецький Мінського повіту Мазовецького воєводства.
Населення — 407 осіб (2011).
У 1975-1998 роках село належало до Седлецького воєводства.

## Демографія
Демографічна структура станом на 31 березня 2011 року:
|          | Загалом | Допрацездатний вік | Працездатний вік | Постпрацездатний вік |
| -------- | ------- | ------------------ | ---------------- | -------------------- |
| Чоловіки | 215     | 40                 | 157              | 18                   |
| Жінки    | 192     | 36                 | 113              | 43                   |
| Разом    | 407     | 76                 | 270              | 61                   |